# Mbah Gotho
Pour les articles homonymes, voir Mbah.
Saparman Sodimejo, dit Mbah Gotho ou Sodimejo, est un indonésien né le 31 décembre 1870 à Sragen en Java central et qui affirmait être le doyen de l'humanité. Il est mort le 30 avril 2017.

## Biographie
En mai 2010, le journal Solopos (en) rapporte que les enquêteurs du recensement de cette année avaient enregistré qu'il aurait 146 ans  ( c'est ce qu'on dit mais je vous rappelle que sur Wikipedia peut changer se qui a marqué donc si il faut il a vécu juste 100 ans et il ne bas pe le record) ce qui lui ferait 19 ans de plus que la personne la plus âgée officiellement enregistrée, Jeanne Calment, morte en 1997. Selon Liputan 6 (en), l'âge estimé de Mbah Gotho est de 140 ans, et rapporte qu'il ne peut pas se souvenir de sa date de naissance, mais a prétendu se souvenir de la construction d'une usine de sucre érigée à Sragen en 1880.
En août 2016, après un reportage télévisé sur Liputan 6, de nombreux médias internationaux,,, ont rapporté la demande de Mbah Gotho, y compris des photographies de sa carte d'identité (émise en 2014), qui affiche sa date de naissance. Bien que les responsables indonésiens au bureau d'enregistrement local confirment la date de naissance, il n'y a pas de vérification indépendante, d'un tiers attestant de son âge revendiqué, ce qui est nécessaire pour la reconnaissance par le Livre Guinness des records,. Robert Young du Gerontology Research Group a déclaré l'âge revendiqué comme « irréel » et « incroyable », « appartenant à la même catégorie que Sasquatch, le Yéti et le monstre du Loch Ness ». L'article de 2010 du Liputan 6 indique par ailleurs, l'existence d'autres personnes d'un âge similaire, dont une femme nommée Maemunah et connue sous le nom d'Ambu Unah, prétendument née en 1867 à Cimanuk dans le Kabupaten de Pandeglang,